# Санта-Марія-ла-Бланка
Санта Марія ла Бланка (ісп. Santa María la Blanca, буквально Пресвята Діва Марія Біла, спочатку відома як синагога Ібн Шушана та просто Синагога спільноти Толедо) — музей та колишня синагога у Толедо, Іспанія. Зведена 1180 року, вона сперечається за титул найстарішої синагоги Європи, яка вціліла. На поточний момент будівля перебуває у власності римо-католицької церкви.
Синагога є унікальною за стилістичною та культурною класифікацією, оскільки була збудована у християнському Кастильському королівстві маврськими архітекторами для єврейської спільноти. Вона вважається символом кооперації, яка існувала між трьома культурами, що були поширені на Піренейському півострові у Середньовіччі.
Як частина історичного центру Толедо, синагога внесена до Світової спадщини ЮНЕСКО.

## Стиль
Синагога збудована у стилі мудехар маврськими архітекторами для неісламських цілей. Але вона одночасно вважається одним з найкращих зразків архітектури Альмохадів з огляду на елементи та стиль її конструкції — білі неоздоблені стіні інтер'єру та використання цегли та стовпів замість колон є характерними для цього стилю. Типологія також ускладнює класифікацію: хоча будівля була споруджена як синагога, наявність в ній гіпостильної зали та відсутність жіночої галереї наближає її до мечеті. Однак хоча сьогодні жіночої галереї не існує, за висновком одного з дослідників-архітекторів 20-го ст. вона колись існувала.
Після вигнання євреїв з Іспанії, синагогу перетворили на церкву Санта Марія ла Бланка 1405 чи 1411 року, але особливо не перебудовували.

## Розташування
Санта Марія Ла Бланка розташована на околицях історичного центру Толедо між церквою Сан Хуана де лос Реєс та синагогою дель Трансіто. 

## Дизайн
Санта Марія Ла Бланка є дуже незвичною синагогою і за поземним планом і за висотою. Поземний план синагоги — неправильний чотирикутник, поділений на 5 нефів, центральний з яких трохи більший за інші чотири. Виміри чотирикутника — між 26 та 28 метрами у довжину та 19 і 23 метрами у ширину. Інтер'єр має серії аркад, які тримаються на  мережі з 24 восьмикутних відокремлених пілястр та восьми пілястр, приєднаних до стін. Ці восьмикутні стовпи відділяють центральний неф синагоги та підтримують велику аркаду арок у формі підкови над цим нефом. Пілястри закінчуються різьбленими капітелями з майстерно вирізаними сосновими шишками та іншими елементами флори. Капітелі виконані в стилі мудехар, і в них як прослідковується класична антична спадщина коринфського ордеру, так і візантійські концепції.
Фокусною точкою синагоги є арка по центру будівлі з верхівкою у формі черепашки, яка була призначена для зберігання ковчега з Торою (у багатьох синагогах по всіх місцях історичного поселення євреїв та у сучасному Ізраїлі, черепашка позначає місце, де слід встановлювати такий ковчег). Свідчення з католицьких вівтарів зображують ковчег як високу пересувну споруду, яка добре поміститься у цю нішу. Ніша має форму торпеди, схожу на традиційну сефардську скриню для зберігання свитка Тори.
Будівля оточена двориком, який слугував місцем збору віруючих до та після відвідання синагоги, а також використовувався для інших цілей спільноти. Тут були побудовані резиденція рабина, ритуальна купальня, навчальна зала та інші споруди, які були необхідні у центральному місці задоволення духовних потреб єврейської громади.

## Стилістичні джерела
Точну дату початку будівництва та початковий проект синагоги важко встановити. Наявні свідчення кажуть, що її було збудовано наприкінці 12-го чи початку 13-го ст., найбільш поширеною є думка, що храм був зведений до 1205 року, оскільки документи того часу згадують «нову» велику синагогу у Толедо. Інша теорія походить з дерев'яної таблички, знайденої неподалік, на якій описується нова будівля, «її руїни були відновлені у 4940 році» [за єврейським календарем, тобто 1180 року]. Ця дата є ймовірною, оскільки синагога за архітектурним стилем ближча до марокканських монументів 12-го ст, напр. Тінмал (1153 р.) та Кутурбійя (1150). Якщо цей напис дійсно стосується Санта Марія ла Бланка, то синагога є перебудовою старої будівлі або зведенням нової будівлі на місці знесеної. Однак відповідні дослідження не проводились, і тому теорія, що незвичний план синагоги завдячує існуванню мечеті, яка існувала на цьому місці до того, залишається непідтвердженою.
Інші історики, напр. Л.Торрес Балбас, відзначають схожість роботи по штукатурці у нефах Санта Марія ла Бланка та монастиря Санта Марія ла Реал де лас Уельгас у міст Бургос, створених пізніше, бл. 1275 року. Однак розмір та пропорції орнаменту, обрані форми, неприкрашений простір, на якому розміщений орнамент, використання світла у внутрішньому просторі відповідають більш ранній даті будівництва.

## Покровитель
Не має єдиної думки, хто був покровителем (замовником будівництва) початкової синагоги, хоча наявні свідоцтва, що це був Йозеф бен Мейр бен Шошан (або Юзеф Абенксуксен). Йозеф був сином міністра фінансів при королі Кастилії Альфонсо VIII, і після його смерті 1205 році залишились його записи про те, що він збудував синагогу. Деякі теорії припускають, що він її відбудував після антиєврейських заворушень у Толедо, і така точка зору все одно поміщає створення синагоги на кінець 12 ст. і може пояснити незвичний поземний план будівлі.

## Історія будівлі після вигнання євреїв
Після погрому іспанських євреїв 1391 року, з 1411 року будівля більше не використовувалась як синагога, та протягом тривалої історії зазнавала перебудов та різного використання. За деякими свідченнями спочатку будівля використовувалась для молитов нещодавно наверненими з юдаїзму до католицизму. У 1550 році будівля та двір потрапили у власність до монашого ордену, яких намагався «очистити» будівлю від єврейського минулого. Орден перейменував будівлю у Санта Марія ла Бланка (Пресвята Діва Марія Біла), у намаганні відкинути «темне» минуле будівлі. Врешті решт, монаший орден покинув будівлю через «поганий знак» — впала північна стіна. Пізніше будівля використовувалась як арсенал та склад компанією, яка і до цього часу виробляє шпаги для кориди. У середині 19-го ст. будівля була оголошена національною пам'яткою та реставрована 1856 року.
У 2013 році до римо-католицької церкви було направлено звернення повернути будівлю єврейській спільноті.

## Галерея

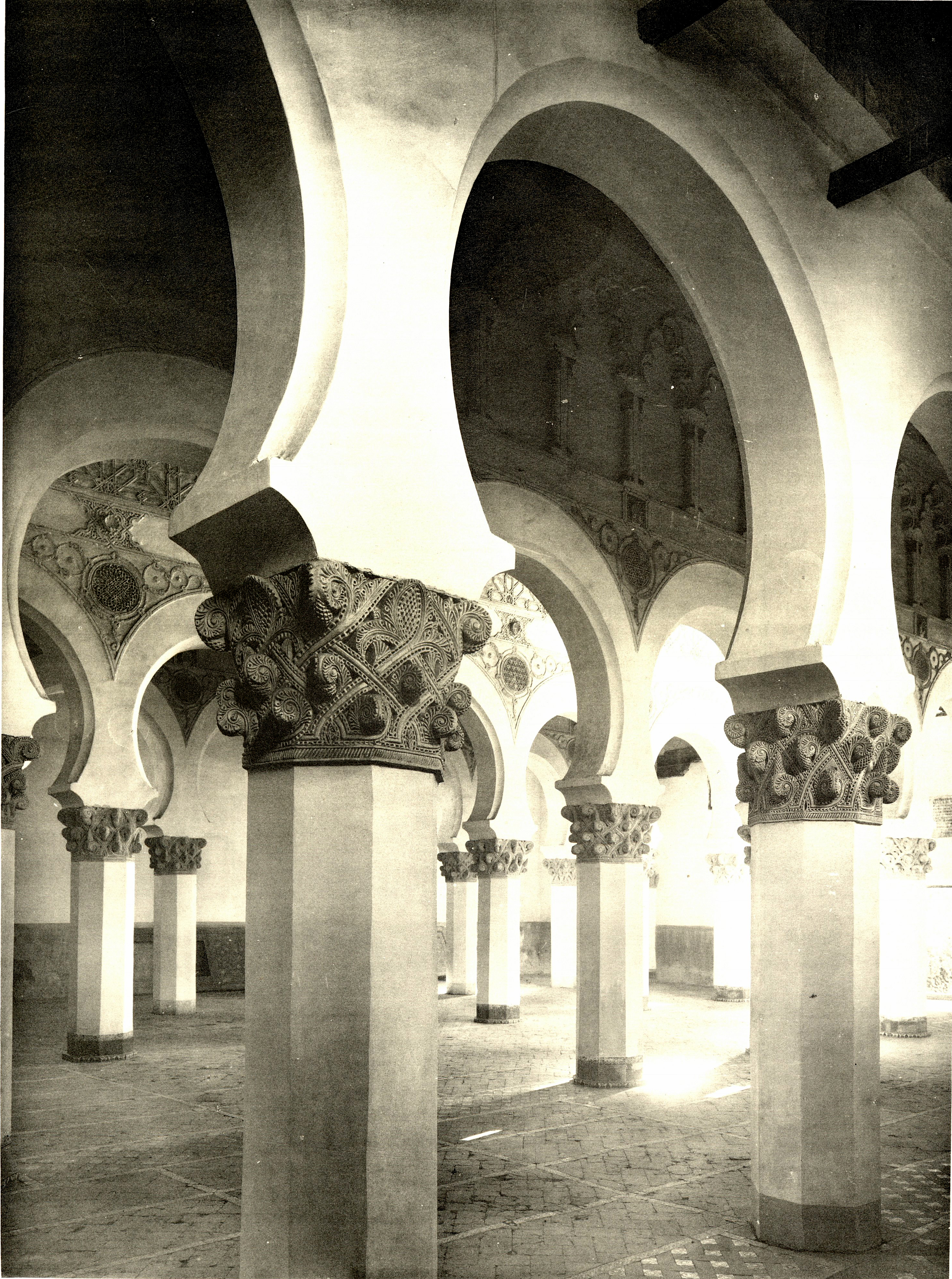
Колотип 1889 року
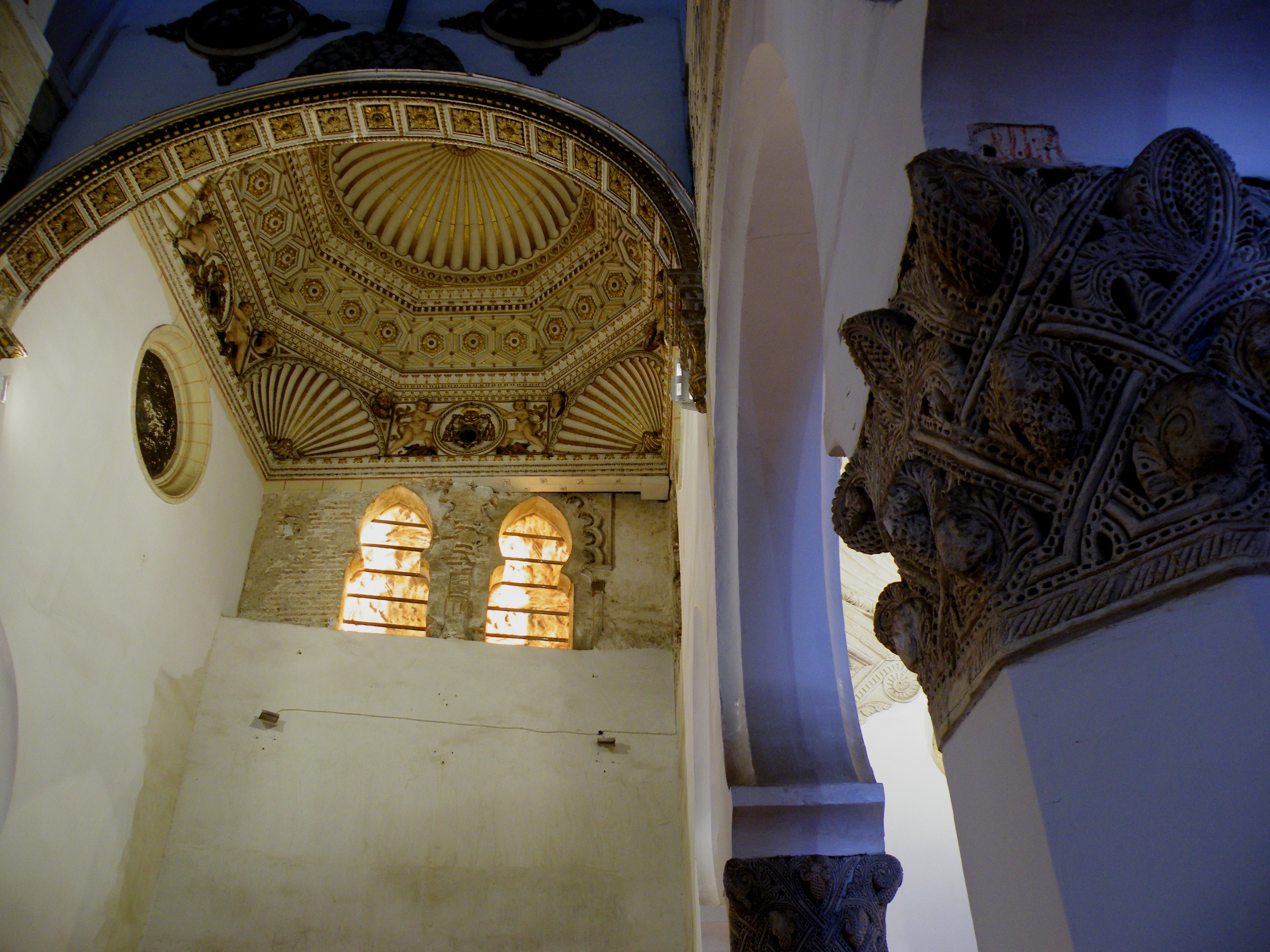
Купол
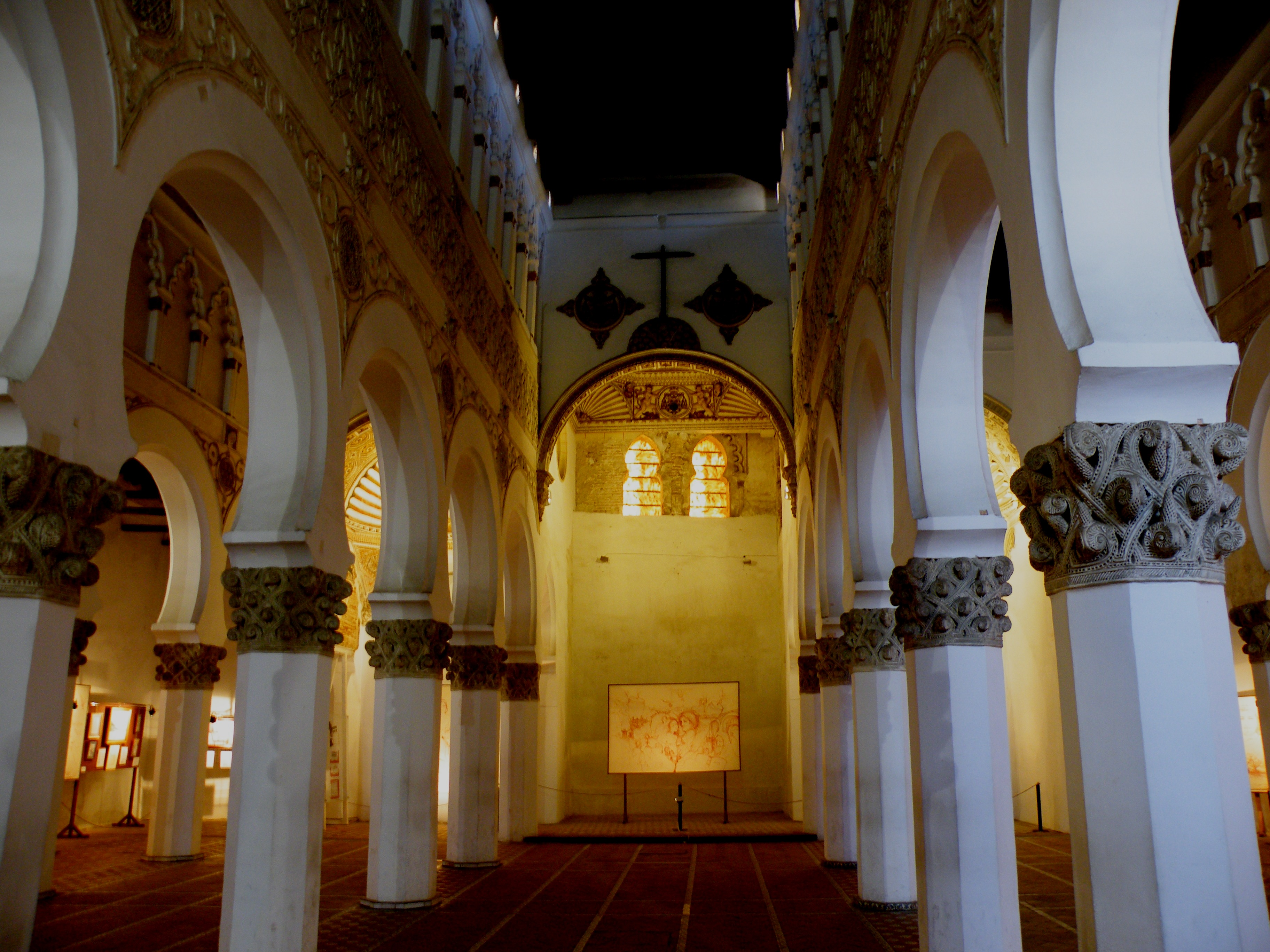
Стіна поруч з Єрусалимом
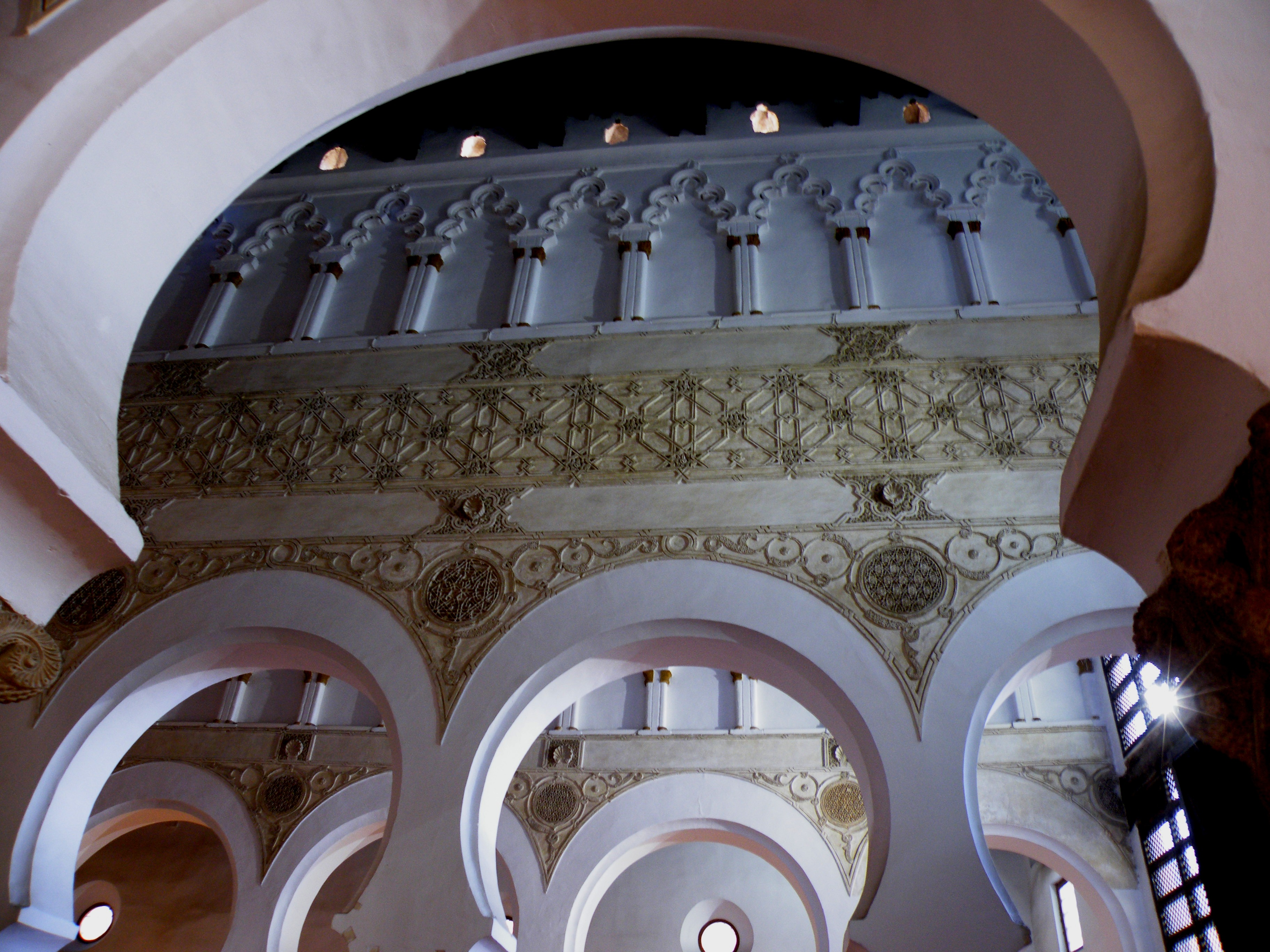
Структура стелі
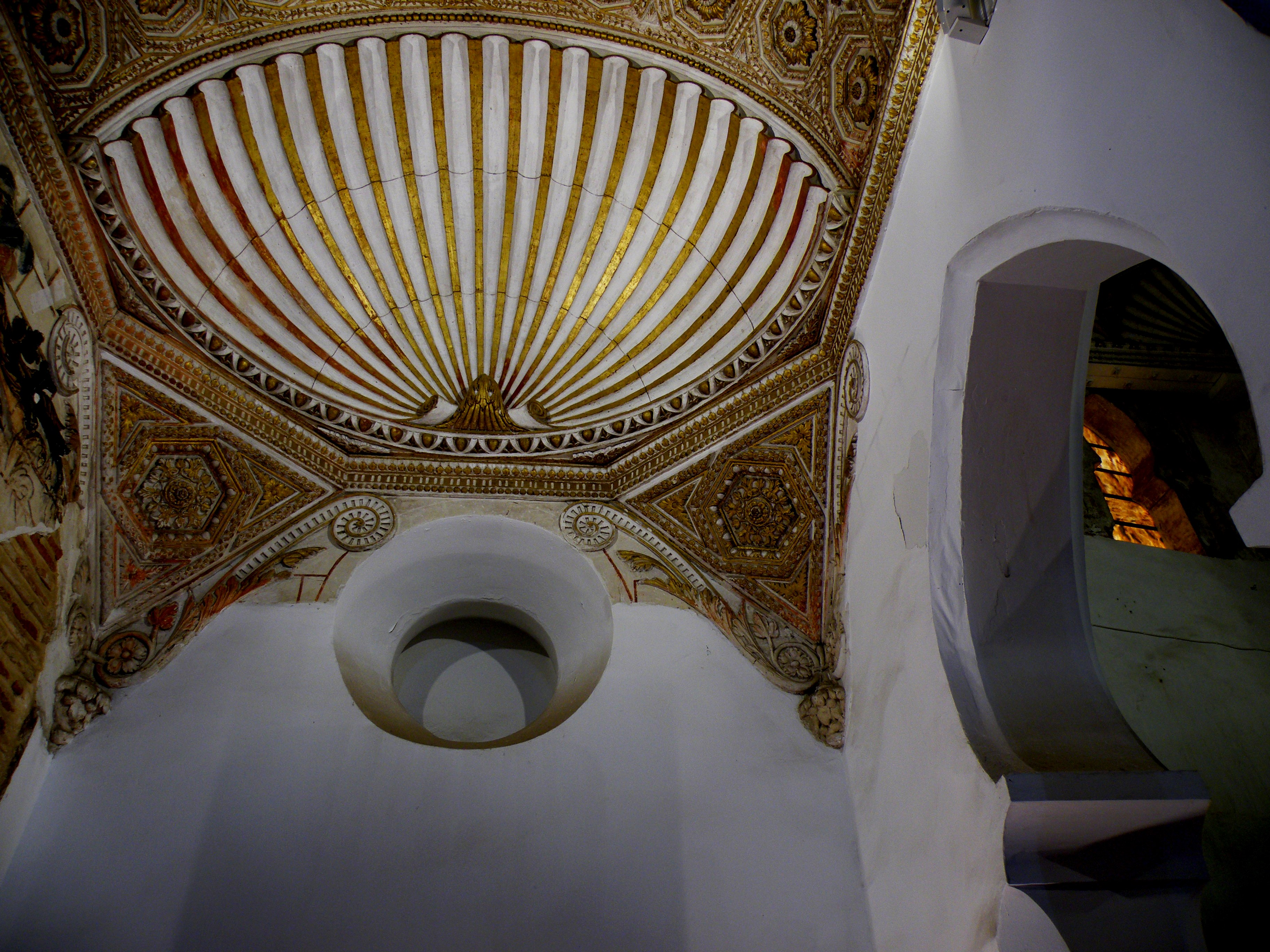
Велика черепашка
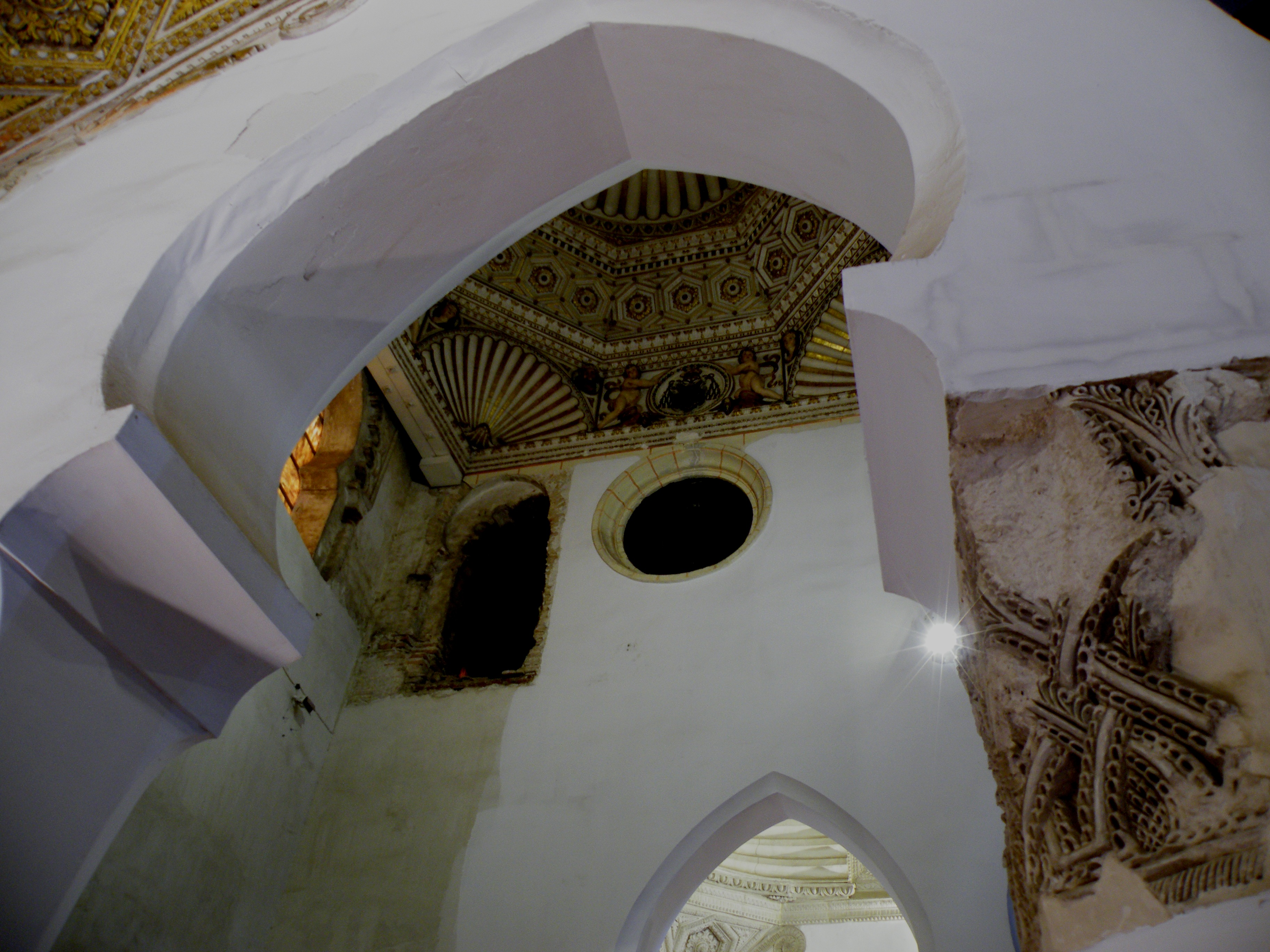
Архітектурна деталь
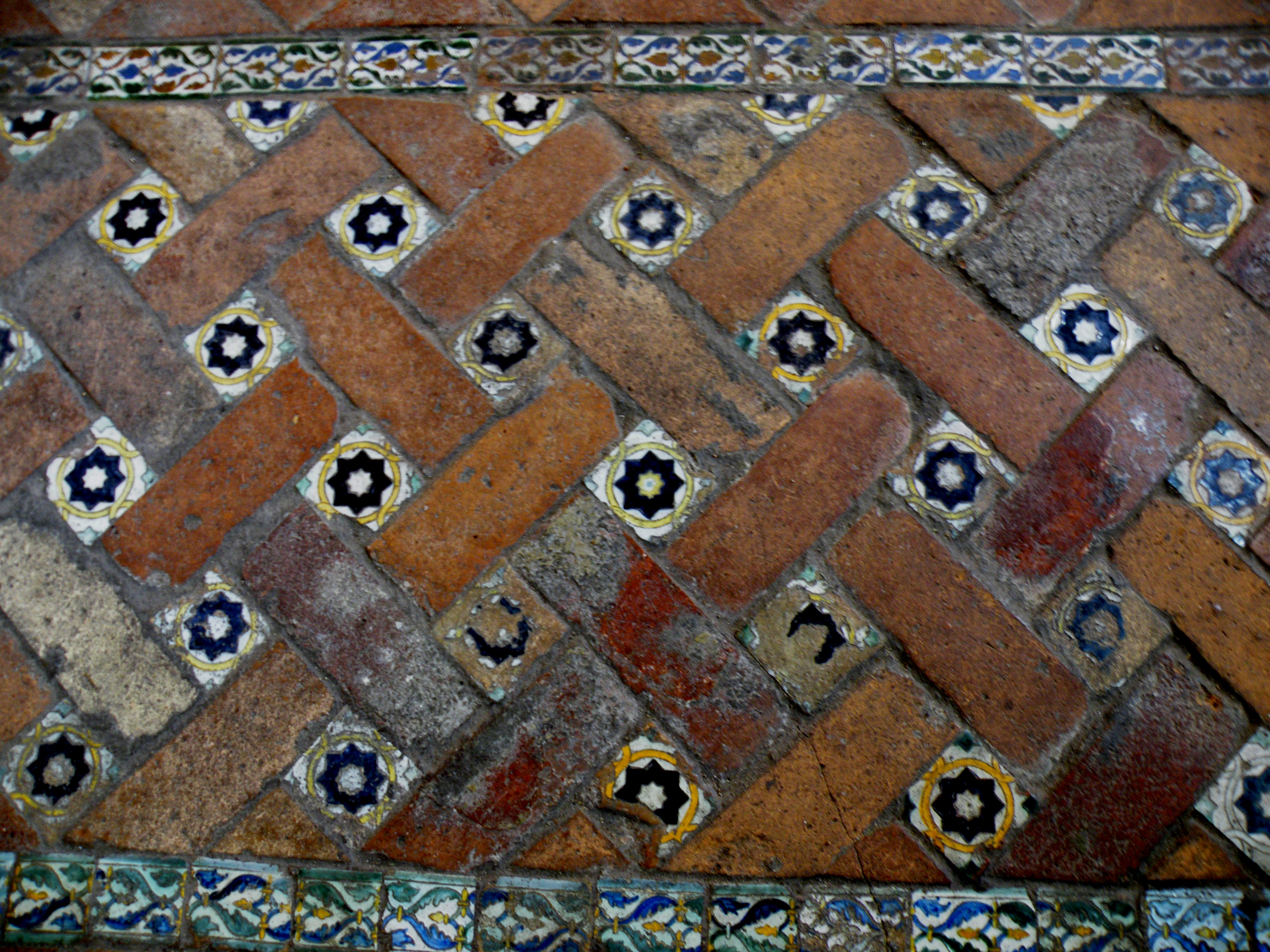
Мозаїка підлоги
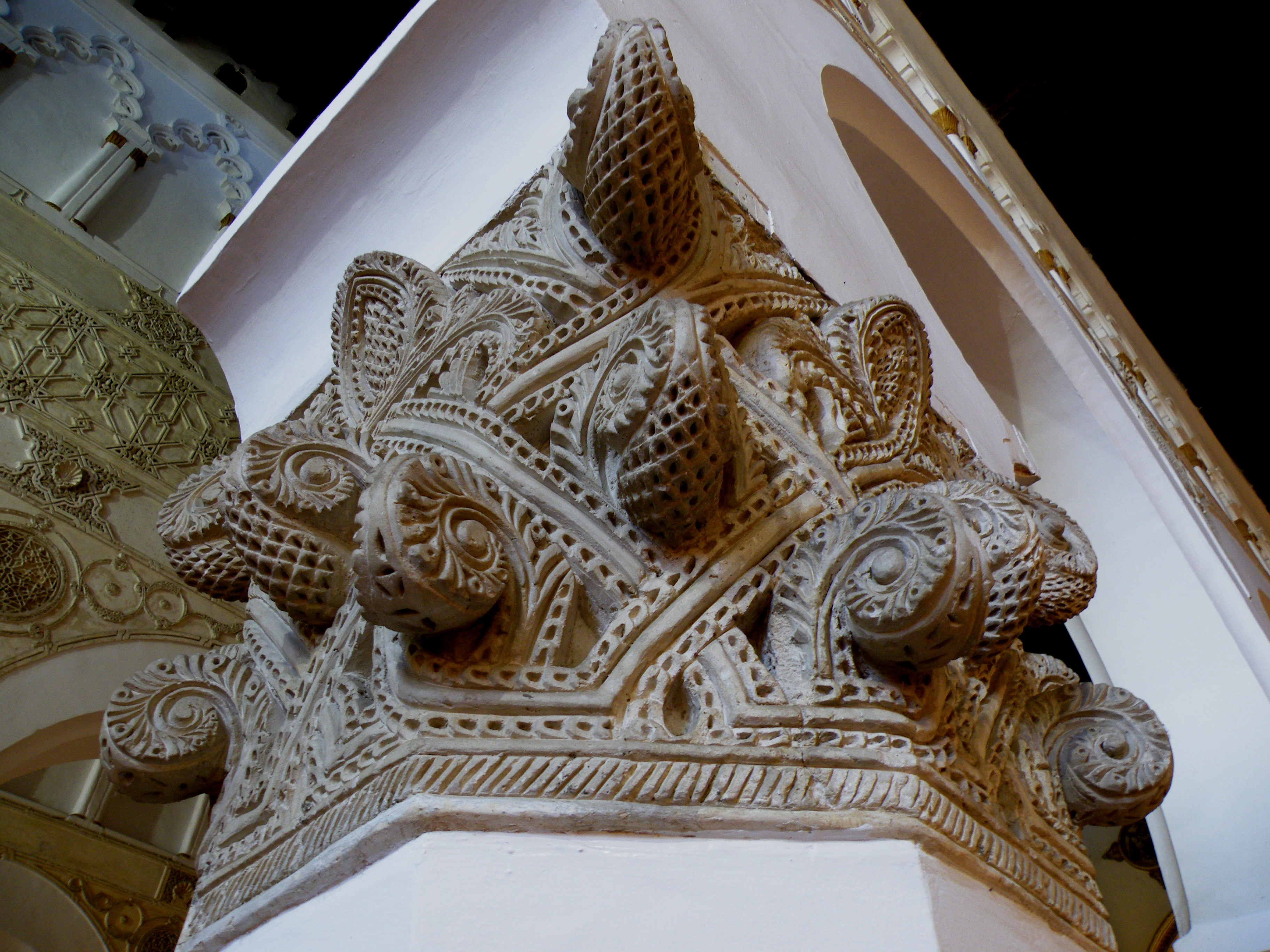
Орнамент стовпа
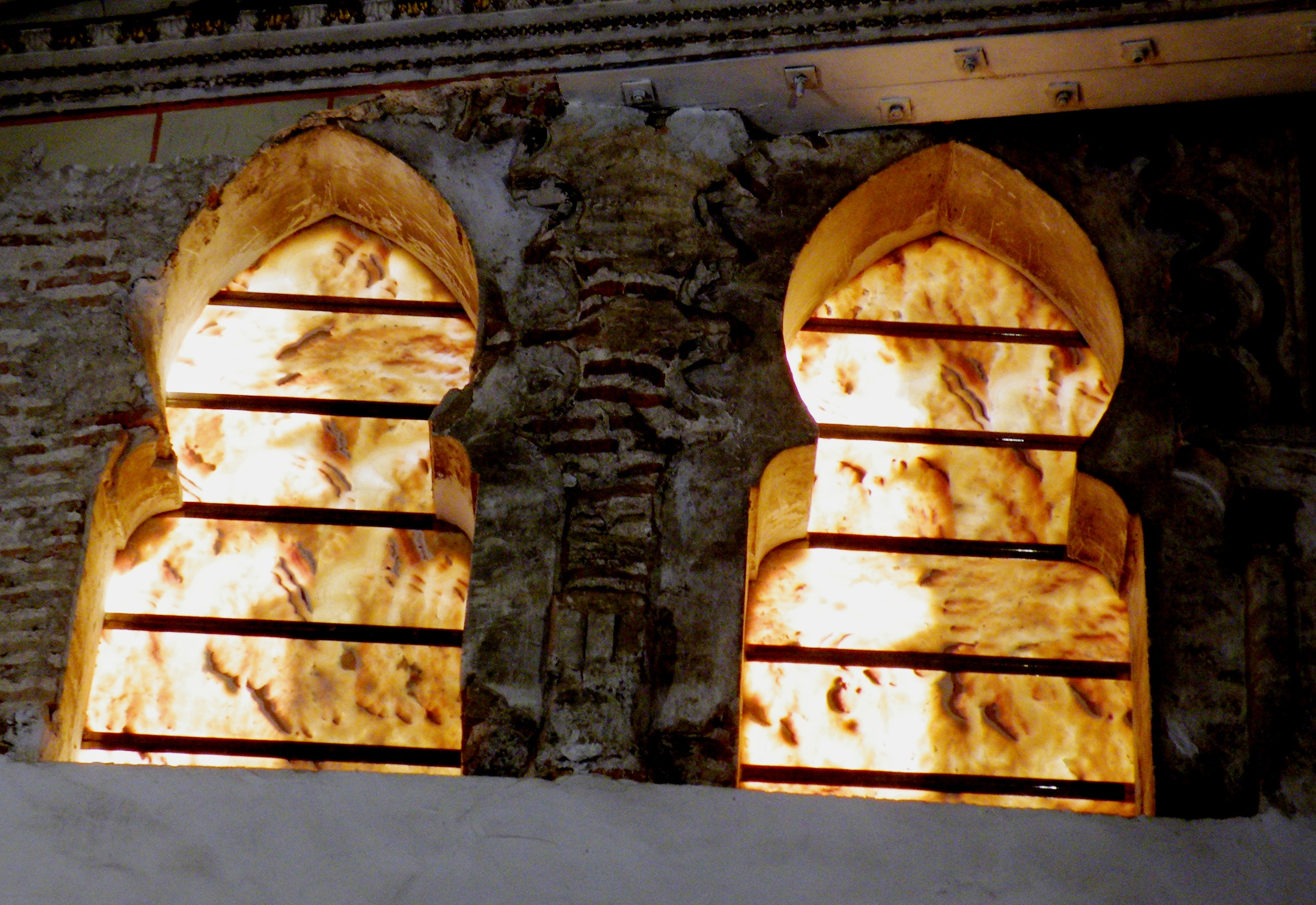
Вікна